# Bursa subcoracoidea

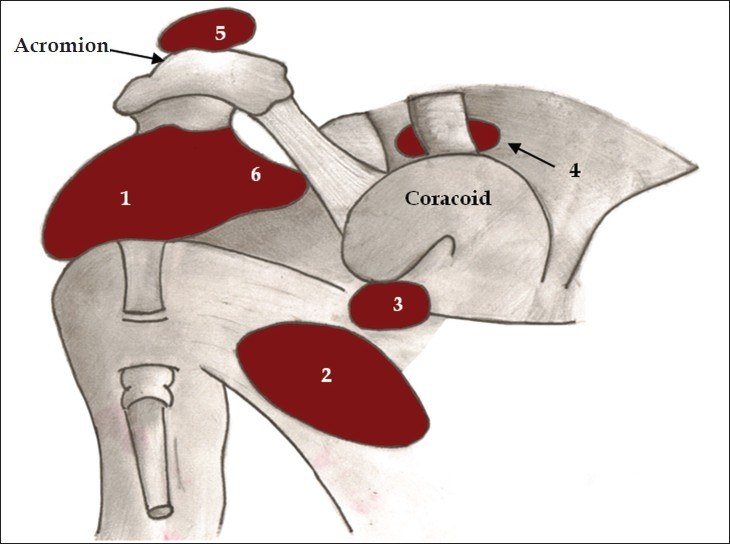
Schema der Schulterschleimbeutel, Nr. 3 kennzeichnet die Bursa subcoracoidea.

Die Bursa subcoracoidea ist ein Schleimbeutel unterhalb des rabenschnabelartigen Fortsatzes des Schulterblatts (Processus coracoideus). Sie schützt die Sehne des Musculus subscapularis vor Reibung gegen den Rabenschnabelfortsatz. Die Bursa subcoracoidea kommuniziert mit der Gelenkhöhle des Schultergelenks und mit der Bursa subtendinea musculi subscapularis.
Eine Untersuchung des Schleimbeutels kann mit der Magnetresonanztomographie erfolgen. Eine vermehrte Füllung des Schleimbeutels tritt bei einem Gelenkerguss des Schultergelenks, nach Injektionen oder bei einer Entzündung des Schleimbeutels (Bursitis subcoracoidea) auf.